# Општина Ацинтиш (Муреш)
Ацинтиш (рум. Aţintiş) општина је у Румунији у округу Муреш.
Oпштина се налази на надморској висини од 380 m.